# Бескубир
Бескуби́р (каз. Бесқұбыр) — село у складі Келеського району Туркестанської області Казахстану. Входить до складу Кошкаратинського сільського округу.
Населення — 2353 особи (2021; 2149 у 2009, 1801 у 1999, 1611 у 1989).